# Pachyramphus spodiurus
Pachyramphus spodiurus là một loài chim trong họ Tityridae.